# Zwartnekstern
De zwartnekstern (Sterna sumatrana) is een zeevogel uit de familie van de meeuwen (Laridae) en de geslachtengroep sterns (Sternini).

## Verspreiding
Deze soort komt voor op eilanden van de Indische- en Grote Oceaan en Australazië en telt twee soorten:
- S. s. mathewsi: de eilanden van de westelijke Indische Oceaan.
- S. s. sumatrana: van de eilanden van de oostelijke Indische Oceaan tot de westelijke Grote Oceaan en Australazië.